# San Jose Sharks
San Jose Sharks – amerykański klub hokejowy z siedzibą w San Jose (Kalifornia), występujący w lidze NHL.

## Historia
Klub został założony w 1991 roku. Czterokrotnie zwyciężył w dywizji oraz raz w konferencji w fazie zasadniczej.
Zespół posiada afiliacje w postaci klubów farmerskich w niższych ligach. Tę funkcję pełni San Jose Barracuda w lidze AHL. W przeszłości farmą była drużyna Stockton Thunder.

## Hala
Obecną halą zespołu jest SAP Center (otwarta 8 września 1993), w której drużyna rozgrywała mecze w roli gospodarza począwszy od sezonu 1993/1994. Wcześniej mecze Sharks były rozgrywane w Cow Palace.

## Osiągnięcia
- Clarence S. Campbell Bowl: 2016
- Mistrzostwo konferencji: 2009, 2010
- Mistrzostwo dywizji: 2002, 2004, 2008, 2009, 2010, 2011
- Presidents’ Trophy: 2009

## Sezon po sezonie
| Ostatnie sezony | Ostatnie sezony | Ostatnie sezony | Ostatnie sezony | Ostatnie sezony | Ostatnie sezony | Ostatnie sezony | Ostatnie sezony | Ostatnie sezony | Ostatnie sezony | Ostatnie sezony | Ostatnie sezony | Ostatnie sezony | Ostatnie sezony                                                                                 |
| Sezon           | Konferencja     | Miejsce         | Dywizja         | Miejsce         | Mecze           | Z               | P               | R               | PK              | Pkt             | ZB              | SB              | Wyniki play-off                                                                                 |
| --------------- | --------------- | --------------- | --------------- | --------------- | --------------- | --------------- | --------------- | --------------- | --------------- | --------------- | --------------- | --------------- | ----------------------------------------------------------------------------------------------- |
|                 |                 |                 |                 |                 |                 |                 |                 |                 |                 |                 |                 |                 |                                                                                                 |
| 2019–20         | Zachodnia       | 15              | Pacyficzna      | 8               | 701             | 29              | 36              | –               | 5               | 63              | 182             | 226             | Nie zakwalifikowała się                                                                         |
|                 |                 |                 |                 |                 |                 |                 |                 |                 |                 |                 |                 |                 |                                                                                                 |
| 2018–19         | Zachodnia       | 2               | Pacyficzna      | 2               | 82              | 46              | 27              | –               | 9               | 101             | 289             | 261             | Zwycięstwo z Golden Knights 4-3 Zwycięstwo z Avalanche 4-3 Porażka z Blues 3-4                  |
|                 |                 |                 |                 |                 |                 |                 |                 |                 |                 |                 |                 |                 |                                                                                                 |
| 2017–18         | Zachodnia       | 6               | Pacyficzna      | 3               | 82              | 45              | 27              | –               | 10              | 100             | 252             | 229             | Zwycięstwo z Ducks 4-0 Porażka z Golden Knights 2-4                                             |
|                 |                 |                 |                 |                 |                 |                 |                 |                 |                 |                 |                 |                 |                                                                                                 |
| 2016–17         | Zachodnia       | 6               | Pacyficzna      | 3               | 82              | 46              | 29              | –               | 7               | 99              | 221             | 201             | Porażka z Oilers 2-4                                                                            |
|                 |                 |                 |                 |                 |                 |                 |                 |                 |                 |                 |                 |                 |                                                                                                 |
| 2015–16         | Zachodnia       | 6               | Pacyficzna      | 3               | 82              | 46              | 30              | –               | 6               | 98              | 241             | 210             | Zwycięstwo z Kings 4-1 Zwycięstwo z Predators 4-3 Zwycięstwo z Blues 4-2 Porażka z Penguins 2-4 |

| Sezony od 2010/2011 do 2014/2015 | Sezony od 2010/2011 do 2014/2015 | Sezony od 2010/2011 do 2014/2015 | Sezony od 2010/2011 do 2014/2015 | Sezony od 2010/2011 do 2014/2015 | Sezony od 2010/2011 do 2014/2015 | Sezony od 2010/2011 do 2014/2015 | Sezony od 2010/2011 do 2014/2015 | Sezony od 2010/2011 do 2014/2015 | Sezony od 2010/2011 do 2014/2015 | Sezony od 2010/2011 do 2014/2015 | Sezony od 2010/2011 do 2014/2015 | Sezony od 2010/2011 do 2014/2015 | Sezony od 2010/2011 do 2014/2015                                        |
| Sezon                            | Konferencja                      | Miejsce                          | Dywizja                          | Miejsce                          | Mecze                            | Z                                | P                                | R                                | PK                               | Pkt                              | ZB                               | SB                               | Wyniki play-off                                                         |
| -------------------------------- | -------------------------------- | -------------------------------- | -------------------------------- | -------------------------------- | -------------------------------- | -------------------------------- | -------------------------------- | -------------------------------- | -------------------------------- | -------------------------------- | -------------------------------- | -------------------------------- | ----------------------------------------------------------------------- |
|                                  |                                  |                                  |                                  |                                  |                                  |                                  |                                  |                                  |                                  |                                  |                                  |                                  |                                                                         |
| 2014–15                          | Zachodnia                        | 12                               | Pacyficzna                       | 5                                | 82                               | 40                               | 33                               | –                                | 9                                | 89                               | 228                              | 232                              | Nie zakwalifikowała się                                                 |
|                                  |                                  |                                  |                                  |                                  |                                  |                                  |                                  |                                  |                                  |                                  |                                  |                                  |                                                                         |
| 2013–14                          | Zachodnia                        | 4                                | Pacyficzna                       | 2                                | 82                               | 51                               | 22                               | –                                | 9                                | 111                              | 249                              | 200                              | Porażka z Kings 3-4                                                     |
|                                  |                                  |                                  |                                  |                                  |                                  |                                  |                                  |                                  |                                  |                                  |                                  |                                  |                                                                         |
| 2012–13                          | Zachodnia                        | 6                                | Pacyficzna                       | 3                                | 48                               | 25                               | 16                               | –                                | 7                                | 57                               | 124                              | 116                              | Zwycięstwo z Canucks 4-0 Porażka z Kings 3-4                            |
|                                  |                                  |                                  |                                  |                                  |                                  |                                  |                                  |                                  |                                  |                                  |                                  |                                  |                                                                         |
| 2011–12                          | Zachodnia                        | 7                                | Pacyficzna                       | 2                                | 82                               | 43                               | 29                               | –                                | 10                               | 96                               | 228                              | 210                              | Porażka z Blues 1-4                                                     |
|                                  |                                  |                                  |                                  |                                  |                                  |                                  |                                  |                                  |                                  |                                  |                                  |                                  |                                                                         |
| 2010–11                          | Zachodnia                        | 2                                | Pacyficzna                       | 1                                | 82                               | 48                               | 25                               | –                                | 9                                | 105                              | 248                              | 213                              | Zwycięstwo z Kings 4-2 Zwycięstwo z Red Wings 4-3 Porażka z Canucks 1-4 |

| Sezony od 1991/1992 do 2009/2010 | Sezony od 1991/1992 do 2009/2010     | Sezony od 1991/1992 do 2009/2010     | Sezony od 1991/1992 do 2009/2010     | Sezony od 1991/1992 do 2009/2010     | Sezony od 1991/1992 do 2009/2010     | Sezony od 1991/1992 do 2009/2010     | Sezony od 1991/1992 do 2009/2010     | Sezony od 1991/1992 do 2009/2010     | Sezony od 1991/1992 do 2009/2010     | Sezony od 1991/1992 do 2009/2010     | Sezony od 1991/1992 do 2009/2010     | Sezony od 1991/1992 do 2009/2010     | Sezony od 1991/1992 do 2009/2010                                               |
| Sezon                            | Konferencja                          | Miejsce                              | Dywizja                              | Miejsce                              | Mecze                                | Z                                    | P                                    | R                                    | PK                                   | Pkt                                  | ZB                                   | SB                                   | Wyniki play-off                                                                |
| -------------------------------- | ------------------------------------ | ------------------------------------ | ------------------------------------ | ------------------------------------ | ------------------------------------ | ------------------------------------ | ------------------------------------ | ------------------------------------ | ------------------------------------ | ------------------------------------ | ------------------------------------ | ------------------------------------ | ------------------------------------------------------------------------------ |
|                                  |                                      |                                      |                                      |                                      |                                      |                                      |                                      |                                      |                                      |                                      |                                      |                                      |                                                                                |
| 2009–10                          | Zachodnia                            | 1                                    | Pacyficzna                           | 1                                    | 82                                   | 51                                   | 20                                   | –                                    | 11                                   | 113                                  | 264                                  | 215                                  | Zwycięstwo z Avalanche 4-2 Zwycięstwo z Red Wings 4-1 Porażka z Blackhawks 0-4 |
|                                  |                                      |                                      |                                      |                                      |                                      |                                      |                                      |                                      |                                      |                                      |                                      |                                      |                                                                                |
| 2008–09                          | Zachodnia                            | 1                                    | Pacyficzna                           | 1                                    | 82                                   | 53                                   | 18                                   | –                                    | 11                                   | 117                                  | 251                                  | 199                                  | Porażka z Ducks 2-4                                                            |
|                                  |                                      |                                      |                                      |                                      |                                      |                                      |                                      |                                      |                                      |                                      |                                      |                                      |                                                                                |
| 2007–08                          | Zachodnia                            | 2                                    | Pacyficzna                           | 1                                    | 82                                   | 49                                   | 23                                   | –                                    | 10                                   | 108                                  | 216                                  | 187                                  | Zwycięstwo z Flames 4-3 Porażka ze Stars 2-4                                   |
|                                  |                                      |                                      |                                      |                                      |                                      |                                      |                                      |                                      |                                      |                                      |                                      |                                      |                                                                                |
| 2006–07                          | Zachodnia                            | 5                                    | Pacyficzna                           | 2                                    | 82                                   | 51                                   | 26                                   | –                                    | 5                                    | 107                                  | 256                                  | 197                                  | Zwycięstwo z Predators 4-1 Porażka z Red Wings 2-4                             |
|                                  |                                      |                                      |                                      |                                      |                                      |                                      |                                      |                                      |                                      |                                      |                                      |                                      |                                                                                |
| 2005–06                          | Zachodnia                            | 5                                    | Pacyficzna                           | 2                                    | 82                                   | 44                                   | 27                                   | –                                    | 11                                   | 99                                   | 265                                  | 235                                  | Zwycięstwo z Predators 4-1 Porażka z Oilers 2-4                                |
|                                  |                                      |                                      |                                      |                                      |                                      |                                      |                                      |                                      |                                      |                                      |                                      |                                      |                                                                                |
| 2004–05                          | sezon nie odbył się z powodu lokautu | sezon nie odbył się z powodu lokautu | sezon nie odbył się z powodu lokautu | sezon nie odbył się z powodu lokautu | sezon nie odbył się z powodu lokautu | sezon nie odbył się z powodu lokautu | sezon nie odbył się z powodu lokautu | sezon nie odbył się z powodu lokautu | sezon nie odbył się z powodu lokautu | sezon nie odbył się z powodu lokautu | sezon nie odbył się z powodu lokautu | sezon nie odbył się z powodu lokautu | sezon nie odbył się z powodu lokautu                                           |
|                                  |                                      |                                      |                                      |                                      |                                      |                                      |                                      |                                      |                                      |                                      |                                      |                                      |                                                                                |
| 2003–04                          | Zachodnia                            | 2                                    | Pacyficzna                           | 1                                    | 82                                   | 43                                   | 21                                   | 12                                   | 6                                    | 104                                  | 219                                  | 183                                  | Zwycięstwo z Blues 4-1 Zwycięstwo z Avalanche 4-2 Porażka z Flames 2-4         |
|                                  |                                      |                                      |                                      |                                      |                                      |                                      |                                      |                                      |                                      |                                      |                                      |                                      |                                                                                |
| 2002–03                          | Zachodnia                            | 14                                   | Pacyficzna                           | 5                                    | 82                                   | 28                                   | 37                                   | 9                                    | 8                                    | 73                                   | 214                                  | 239                                  | Nie zakwalifikowała się                                                        |
|                                  |                                      |                                      |                                      |                                      |                                      |                                      |                                      |                                      |                                      |                                      |                                      |                                      |                                                                                |
| 2001–02                          | Zachodnia                            | 3                                    | Pacyficzna                           | 1                                    | 82                                   | 44                                   | 27                                   | 8                                    | 3                                    | 99                                   | 248                                  | 199                                  | Zwycięstwo z Coyotes 4-1 Porażka z Avalanche 3-4                               |
|                                  |                                      |                                      |                                      |                                      |                                      |                                      |                                      |                                      |                                      |                                      |                                      |                                      |                                                                                |
| 2000–01                          | Zachodnia                            | 5                                    | Pacyficzna                           | 2                                    | 82                                   | 40                                   | 27                                   | 12                                   | 3                                    | 95                                   | 217                                  | 192                                  | Porażka z Blues 2-4                                                            |
|                                  |                                      |                                      |                                      |                                      |                                      |                                      |                                      |                                      |                                      |                                      |                                      |                                      |                                                                                |
| 1999–00                          | Zachodnia                            | 8                                    | Pacyficzna                           | 4                                    | 82                                   | 35                                   | 30                                   | 10                                   | 7                                    | 87                                   | 225                                  | 214                                  | Zwyięstwo z Blues 4-3 Porażka ze Stars 1-4                                     |
|                                  |                                      |                                      |                                      |                                      |                                      |                                      |                                      |                                      |                                      |                                      |                                      |                                      |                                                                                |
| 1998–99                          | Zachodnia                            | 7                                    | Pacyficzna                           | 4                                    | 82                                   | 31                                   | 33                                   | 18                                   | –                                    | 80                                   | 196                                  | 191                                  | Porażka z Avalanche 2-4                                                        |
|                                  |                                      |                                      |                                      |                                      |                                      |                                      |                                      |                                      |                                      |                                      |                                      |                                      |                                                                                |
| 1997–98                          | Zachodnia                            | 8                                    | Pacyficzna                           | 4                                    | 82                                   | 34                                   | 38                                   | 10                                   | –                                    | 78                                   | 210                                  | 216                                  | Porażka ze Stars 2-4                                                           |
|                                  |                                      |                                      |                                      |                                      |                                      |                                      |                                      |                                      |                                      |                                      |                                      |                                      |                                                                                |
| 1996–97                          | Zachodnia                            | 13                                   | Pacyficzna                           | 7                                    | 82                                   | 27                                   | 47                                   | 8                                    | –                                    | 62                                   | 211                                  | 278                                  | Nie zakwalifikowała się                                                        |
|                                  |                                      |                                      |                                      |                                      |                                      |                                      |                                      |                                      |                                      |                                      |                                      |                                      |                                                                                |
| 1995–96                          | Zachodnia                            | 13                                   | Pacyficzna                           | 7                                    | 82                                   | 20                                   | 55                                   | 7                                    | –                                    | 47                                   | 252                                  | 357                                  | Nie zakwalifikowała się                                                        |
|                                  |                                      |                                      |                                      |                                      |                                      |                                      |                                      |                                      |                                      |                                      |                                      |                                      |                                                                                |
| 1994–95                          | Zachodnia                            | 7                                    | Pacyficzna                           | 3                                    | 48                                   | 19                                   | 25                                   | 4                                    | –                                    | 42                                   | 129                                  | 161                                  | Zwycięstwo z Flames 4-3 Porażka z Red Wings 0-4                                |
|                                  |                                      |                                      |                                      |                                      |                                      |                                      |                                      |                                      |                                      |                                      |                                      |                                      |                                                                                |
| 1993–94                          | Zachodnia                            | 8                                    | Pacyficzna                           | 3                                    | 84                                   | 33                                   | 35                                   | 16                                   | –                                    | 82                                   | 252                                  | 265                                  | Zwycięstwo z Red Wings 4-3 Porażka z Maple Leafs 3-4                           |
| 1992–93                          | Campbell                             | 12                                   | Smythe                               | 6                                    | 84                                   | 11                                   | 71                                   | 2                                    | –                                    | 24                                   | 218                                  | 414                                  | Nie zakwalifikowała się                                                        |
| 1991–92                          | Campbell                             | 11                                   | Smythe                               | 6                                    | 80                                   | 17                                   | 58                                   | 5                                    | –                                    | 39                                   | 219                                  | 359                                  | Nie zakwalifikowała się                                                        |

Legenda:

Z = Zwycięstwa, P = Porażki, R = Remisy (do sezonu 2004/2005), PK = Przegrane po dogrywce lub karnych, Pkt = Punkty, ZB = Bramki zdobyte, SB = Bramki stracone
| Puchar Stanleya | Mistrz Konferencji | Mistrz Dywizji | Awans do play-off | Presidents’ Trophy |

- 1 Sezon zasadniczy ze względu na epidemię koronawirusa został przerwany, a następnie zakończony.

## Zawodnicy
| Art Ross Trophy - Joe Thornton*: 2005-06 Bill Masterton Memorial Trophy - Tony Granato: 1996-97 Calder Memorial Trophy - Jewgienij Nabokow: 2000-01 Hart Memorial Trophy - Joe Thornton*: 2005-06 Maurice ‘Rocket’ Richard Trophy - Jonathan Cheechoo: 2005-06 NHL Foundation Player Award - Brent Burns: 2014-15 Presidents’ Trophy - 2008-09 |  | Od początku istnienia klubu, Sharks miał około 12 kapitanów. Najdłużej był nim Owen Nolan 5 sezonów. - Douglas Wilson: 1991–1993 - Bob Errey: 1993–1995 - Jeff Odgers: 1995–1996 - Todd Gill: 1996–1998 - Owen Nolan: 1998–2003 - Rotacje kapitanów w sezonie 2003–2004 - Mike Ricci: (pierwsze 10 gier) - Vincent Damphousse: 1975–1976 (następne 20 gier) - Alyn McCauley: 1976–1977 (następne 10 gier) - Patrick Marleau: 2004–2009 - Rob Blake: 2009–2010 - Joe Thornton: 2010–2014 - Joe Pavelski: od 2015 |

### Numery zastrzeżone
Zespół nie zastrzegł dotąd żadnego numeru
| Numer | Zawodnik      | Pozycja                              | Kariera                              | Data zastrzeżenia |
| ----- | ------------- | ------------------------------------ | ------------------------------------ | ----------------- |
|       |               |                                      |                                      |                   |
| 99    | Wayne Gretzky | Numer zastrzeżony dla całej ligi NHL | Numer zastrzeżony dla całej ligi NHL | 6 lutego 2000     |

### Najlepsi zawodnicy sezonu zasadniczego
Najbardziej utytułowanym graczem Rekinów jest Patrick Marleau, który rozegrał 1247 meczów w ciągu 16 sezonów i zdobył 931 punktów. Wśród dziesięciu najskuteczniejszych zawodników drużyny, aż ośmiu to reprezentanci Kanady, ponadto znajdują się również jeden Amerykanin oraz Niemiec.

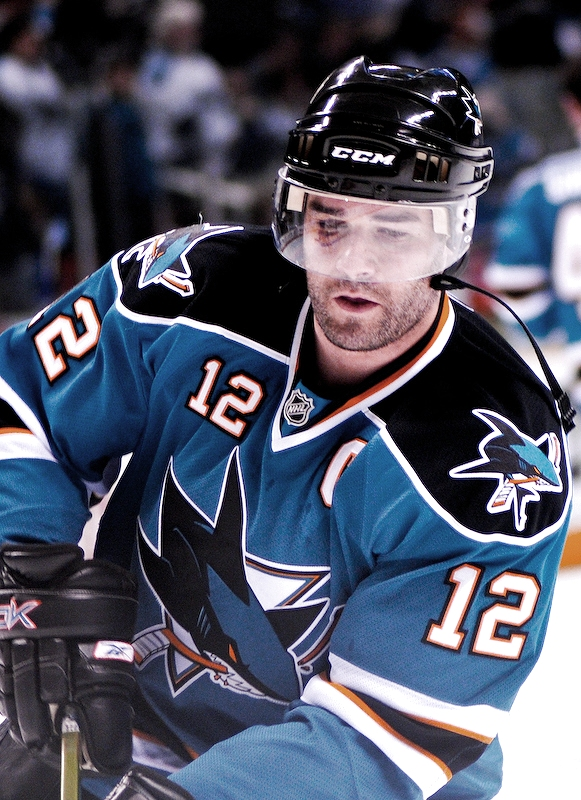
Patrick Marleau – najskuteczniejszy zawodnik Sharks

Legenda: POZ = Pozycja; M = Mecze; G = Gole; A = Asysty; PKT = Punkty; P/M = średnia punktów na mecz

Stan na 4 lipca 2011
| Zawodnik           | POZ | M    | G   | A   | PKT | P/M  |
| Patrick Marleau*   | C   | 1247 | 437 | 494 | 931 | .75  |
| Joe Thornton*      | C   | 675  | 173 | 567 | 740 | 1.10 |
| Owen Nolan         | RW  | 568  | 206 | 245 | 451 | .79  |
| Joe Pavelski*      | C   | 561  | 191 | 224 | 415 | .74  |
| Jeff Friesen       | LW  | 512  | 149 | 201 | 350 | .68  |
| Jonathan Cheechoo  | RW  | 440  | 165 | 126 | 291 | .66  |
| Vincent Damphousse | C   | 385  | 92  | 197 | 289 | .75  |
| Marco Sturm        | LW  | 553  | 128 | 145 | 273 | .49  |
| Ryane Clowe        | LW  | 423  | 101 | 170 | 271 | .64  |
| Dan Boyle          | D   | 431  | 68  | 201 | 269 | .62  |

*Zawodnicy nadal grający Sharks

### Rekordy klubowe
Rekordy wszech czasów w NHL:
- Passa 53 meczów kończonych w regulaminowych 60 minutach (sezon 2006/07)
- Passa zwycięstw – 11 meczów (sezon 2007/08)
- Zdobycie największej ilości punktów w 30 meczach – 52 (sezon 2008/09)

## Maskotka zespołu

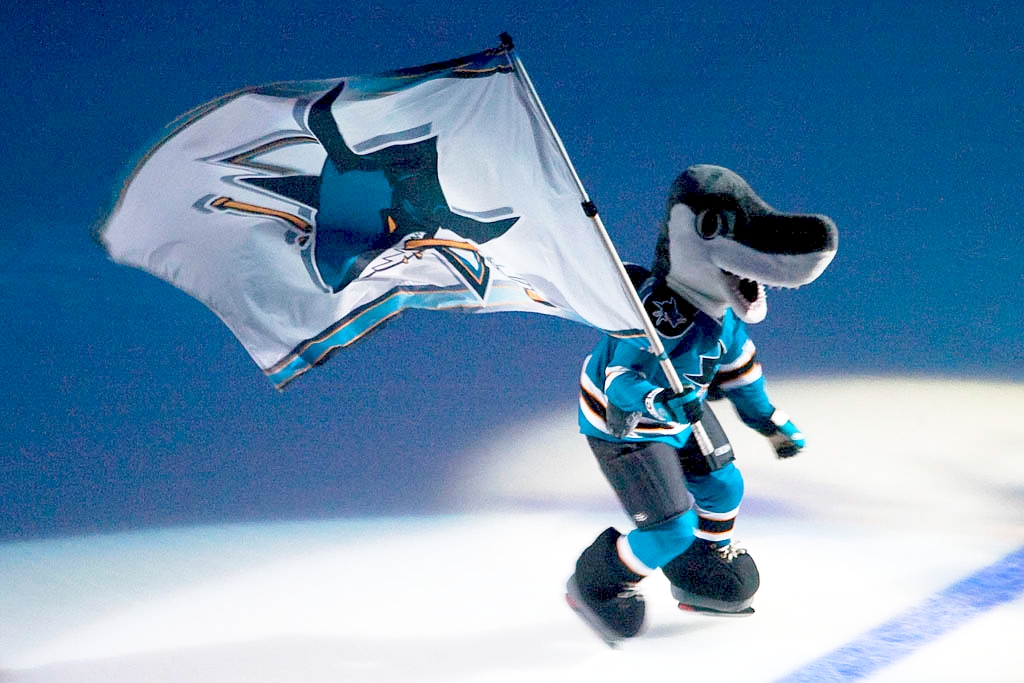
S.J. Sharkie przed meczem

S.J. Sharkie to antropomorfizacyjny rekin, od stycznia 1992 roku jest oficjalną maskotką zespołu. Jako pierwsza maskotka drużyny National Hockey League posiada własną linię merchandisingową oraz stronę internetową.
Od początku istnienia maskotki, Sharkie jest nie tylko popularny na obszarze Kalifornii, jest jedną z bardziej rozpoznawalnych maskotek. Często występuje (ponad 350 razy w roku) na przyjęciach urodzinowych, czy też odwiedza chorych w szpitalach.
Podczas meczów na własnym boisku maskotka robi wrażenie głównie poprzez wyczyny kaskaderskie np. jeżdżąc quadem na lodzie. 18 stycznia 1997 roku oficjalnie rozpoczął mecz gwiazd, który odbył się w San Jose. 12 marca 1999 roku doszło do incydentu w roli głównej z Sharkiem. Rekin podczas popisu kaskaderskiego został uwięziony na wysokości 10 metrów nad lodowiskiem, aby uwolnić maskotkę z opresji trzeba było dwadzieścia minut po czym Sharkie bezpiecznie znalazł się na ziemi. Z powodu tego zdarzenia mecz pomiędzy Sharks oraz Detroit Red Wings rozpoczęło z dwunastu minutowym opóźnieniem.